# Billie Lee Turner
Billie Lee Turner (1925) es un botánico estadounidense. Trabajó extensamente sobre la flora de México. Fue profesor de botánica en la Universidad de Texas en Austin.
- La abreviatura «B.L.Turner» se emplea para indicar a Billie Lee Turner como autoridad en la descripción y clasificación científica de los vegetales.[3]

Posee más de 2300 registros IPNI de sus identificaciones y clasificaciones de nuevas especies y variedades, las que publica habitualmente en:  Biol. Chem. Comp.; Phytologia; Sida, Bot. Misc.; Southwest. Nat.; Lundellia; Bol. Soc. Argent. Bot.; Madroño; Syst. Bot.; Wrightia

## Algunas publicaciones
- vernon h. Heywood, jeffrey b. Harborne, billie l. Turner. 1977. The Biology and chemistry of the Compositae. Vol. 1. Edición ilustrada de Academic Press, 1.189 pp. ISBN 0123468019

- jeffrey b. Harborne, billie l. Turner, d. Boulter. 1971. Chemotaxonomy of the Leguminosae. Editor Academic Press, 612 pp.

- ralph e. Alston, billie l. Turner. 1963. Biochemical Systematics. Prentice-Hall Biological Science Series. 404 pp.

- billie l. Turner. 1959. The legumes of Texas. Austin Reprints. Edición ilustrada de Univ. of Texas Press, 284 pp.